# Farwell (Nebraska)
Farwell és una població dels Estats Units a l'estat de Nebraska. Segons el cens del 2000 tenia 148 habitants.

## Demografia
Segons el cens del 2000, Farwell tenia 148 habitants, 63 habitatges, i 48 famílies. La densitat de població era de 317,5 habitants per km².
Dels 63 habitatges en un 33,3% hi vivien nens de menys de 18 anys, en un 69,8% hi vivien parelles casades, en un 0% dones solteres, i en un 23,8% no eren unitats familiars. En el 23,8% dels habitatges hi vivien persones soles el 9,5% de les quals corresponia a persones de 65 anys o més que vivien soles. El nombre mitjà de persones vivint en cada habitatge era de 2,35 i el nombre mitjà de persones que vivien en cada família era de 2,71.
Per edats la població es repartia de la següent manera: un 25% tenia menys de 18 anys, un 4,7% entre 18 i 24, un 23,6% entre 25 i 44, un 27,7% de 45 a 60 i un 18,9% 65 anys o més.
L'edat mediana era de 42 anys. Per cada 100 dones de 18 o més anys hi havia 94,7 homes.
La renda mediana per habitatge era de 29.063 $ i la renda mediana per família de 29.792 $. Els homes tenien una renda mediana de 28.125 $ mentre que les dones 17.500 $. La renda per capita de la població era de 14.304 $. Aproximadament el 6,1% de les famílies i el 7,1% de la població estaven per davall del llindar de pobresa.

## Poblacions més properes
El següent diagrama mostra les poblacions més properes.